# Denil Castillo
Pour les articles homonymes, voir Castillo.
Denil Castillo, né le 24 mars 2004 à Eloy Alfaro en Équateur, est un footballeur international équatorien qui joue au poste de milieu défensif au FC Midtjylland.

## Biographie

### En club
Né à Eloy Alfaro en Équateur, Denil Castillo est formé par le LDU Quito.
Lors de l'été 2023, Denil Castillo rejoint le club ukrainien du Chakhtar Donetsk. Le transfert est annoncé dès le mois d'avril 2023,. Il joue son premier match en professionnel avec ce club, le 29 juillet 2023, lors de la première journée de la saison 2023-2024 de première division ukrainienne face au Metalist 1925 Kharkiv. Il entre en jeu à la place de Danylo Sikane et son équipe s'impose par deux buts à un.
En janvier 2024, Castillo est prêté au Partizan Belgrade jusqu'à la fin de la saison. Il se fait remarquer dès son premier match pour le Partizan en marquant un but, le 17 février 2024, lors d'une rencontre de championnat face au FK IMT. Entré en jeu, il participe à la victoire de son équipe par cinq buts à deux,.
Il est sacré champion d'Ukraine pour sa participation à la saison 2023-2024.
Lors de l'été 2024, Denil Castillo prend la direction du Danemark en signant en faveur du FC Midtjylland. Le transfert est officialisé le 26 juin 2024 et il signe un contrat de cinq ans, soit jusqu'en juin 2029.

### En sélection
Denil Castillo est retenu avec l'équipe d'Équateur des moins de 20 ans pour participer à la coupe du monde des moins de 20 ans en 2023,. Lors de ce tournoi organisé en Argentine il ne joue qu'un match. Son équipe se hisse jusqu'en huitièmes de finale, battue par la Corée du Sud (2-3 score final).

## Palmarès
Chakhtar Donetsk
- Championnat d'Ukraine (1)
  - Champion en 2023-2024